# Châteauroux
Châteauroux là tỉnh lỵ của tỉnh Indre, thuộc vùng hành chính Centre-Val de Loire của nước Pháp, có dân số là 49.632 người (thời điểm 1999).

## Khí hậu
| Dữ liệu khí hậu của Châteauroux (1981–2010)               | Dữ liệu khí hậu của Châteauroux (1981–2010) | Dữ liệu khí hậu của Châteauroux (1981–2010) | Dữ liệu khí hậu của Châteauroux (1981–2010) | Dữ liệu khí hậu của Châteauroux (1981–2010) | Dữ liệu khí hậu của Châteauroux (1981–2010) | Dữ liệu khí hậu của Châteauroux (1981–2010) | Dữ liệu khí hậu của Châteauroux (1981–2010) | Dữ liệu khí hậu của Châteauroux (1981–2010) | Dữ liệu khí hậu của Châteauroux (1981–2010) | Dữ liệu khí hậu của Châteauroux (1981–2010) | Dữ liệu khí hậu của Châteauroux (1981–2010) | Dữ liệu khí hậu của Châteauroux (1981–2010) | Dữ liệu khí hậu của Châteauroux (1981–2010) |
| Tháng                                                     | 1                                           | 2                                           | 3                                           | 4                                           | 5                                           | 6                                           | 7                                           | 8                                           | 9                                           | 10                                          | 11                                          | 12                                          | Năm                                         |
| --------------------------------------------------------- | ------------------------------------------- | ------------------------------------------- | ------------------------------------------- | ------------------------------------------- | ------------------------------------------- | ------------------------------------------- | ------------------------------------------- | ------------------------------------------- | ------------------------------------------- | ------------------------------------------- | ------------------------------------------- | ------------------------------------------- | ------------------------------------------- |
| Cao kỉ lục °C (°F)                                        | 18.5 (65.3)                                 | 22.9 (73.2)                                 | 28.0 (82.4)                                 | 31.5 (88.7)                                 | 34.5 (94.1)                                 | 37.7 (99.9)                                 | 40.2 (104.4)                                | 40.5 (104.9)                                | 38.0 (100.4)                                | 30.3 (86.5)                                 | 24.5 (76.1)                                 | 20.5 (68.9)                                 | 40.5 (104.9)                                |
| Trung bình ngày tối đa °C (°F)                            | 7.1 (44.8)                                  | 8.6 (47.5)                                  | 12.6 (54.7)                                 | 15.5 (59.9)                                 | 19.6 (67.3)                                 | 23.1 (73.6)                                 | 26.0 (78.8)                                 | 25.6 (78.1)                                 | 21.9 (71.4)                                 | 17.1 (62.8)                                 | 11.0 (51.8)                                 | 7.6 (45.7)                                  | 16.3 (61.3)                                 |
| Tối thiểu trung bình ngày °C (°F)                         | 1.3 (34.3)                                  | 1.3 (34.3)                                  | 3.5 (38.3)                                  | 5.3 (41.5)                                  | 9.2 (48.6)                                  | 12.4 (54.3)                                 | 14.4 (57.9)                                 | 14.3 (57.7)                                 | 11.2 (52.2)                                 | 8.5 (47.3)                                  | 4.1 (39.4)                                  | 1.8 (35.2)                                  | 7.3 (45.1)                                  |
| Thấp kỉ lục °C (°F)                                       | −21.5 (−6.7)                                | −22.8 (−9.0)                                | −10.8 (12.6)                                | −4.2 (24.4)                                 | −1.4 (29.5)                                 | 1.2 (34.2)                                  | 4.0 (39.2)                                  | 4.5 (40.1)                                  | 0.0 (32.0)                                  | −5.2 (22.6)                                 | −8.7 (16.3)                                 | −17.0 (1.4)                                 | −22.8 (−9.0)                                |
| Lượng Giáng thủy trung bình mm (inches)                   | 59.2 (2.33)                                 | 48.8 (1.92)                                 | 52.1 (2.05)                                 | 65.8 (2.59)                                 | 73.3 (2.89)                                 | 54.9 (2.16)                                 | 56.6 (2.23)                                 | 56.1 (2.21)                                 | 64.3 (2.53)                                 | 73.8 (2.91)                                 | 64.9 (2.56)                                 | 67.3 (2.65)                                 | 737.1 (29.02)                               |
| Số ngày giáng thủy trung bình                             | 11.2                                        | 8.8                                         | 9.7                                         | 10.6                                        | 11.2                                        | 7.8                                         | 7.6                                         | 7.0                                         | 7.7                                         | 10.5                                        | 11.0                                        | 11.0                                        | 114.3                                       |
| Số ngày tuyết rơi trung bình                              | 3.3                                         | 3.4                                         | 1.9                                         | 0.8                                         | 0.0                                         | 0.0                                         | 0.0                                         | 0.0                                         | 0.0                                         | 0.0                                         | 1.3                                         | 2.7                                         | 13.4                                        |
| Độ ẩm tương đối trung bình (%)                            | 88                                          | 85                                          | 79                                          | 75                                          | 76                                          | 74                                          | 69                                          | 70                                          | 76                                          | 84                                          | 88                                          | 88                                          | 79.3                                        |
| Số giờ nắng trung bình tháng                              | 72.1                                        | 91.9                                        | 155.6                                       | 178.5                                       | 208.6                                       | 210.4                                       | 231.7                                       | 235.5                                       | 189.5                                       | 128.3                                       | 79.6                                        | 59.0                                        | 1.840,6                                     |
| Nguồn 1: Météo France                                     |                                             |                                             |                                             |                                             |                                             |                                             |                                             |                                             |                                             |                                             |                                             |                                             |                                             |
| Nguồn 2: Infoclimat.fr (độ ẩm, ngày tuyết rơi, 1961–1990) |                                             |                                             |                                             |                                             |                                             |                                             |                                             |                                             |                                             |                                             |                                             |                                             |                                             |

## Nhân khẩu học
| 1936   | 1954   | 1962   | 1968   | 1975   | 1982   | 1990   | 1999   |
| ------ | ------ | ------ | ------ | ------ | ------ | ------ | ------ |
| 28 578 | 36 420 | 45 063 | 49 138 | 53 429 | 51 942 | 50 969 | 49 632 |

## Các thành phố kết nghĩa
- Gütersloh, Đức

## Những người con của thành phố
- Henri-Gratien Bertrand, tướng quân đội, một trong những người được Napoléon tin cậy nhất
- Gérard Depardieu, diễn viên